# Mathilde (Essen)

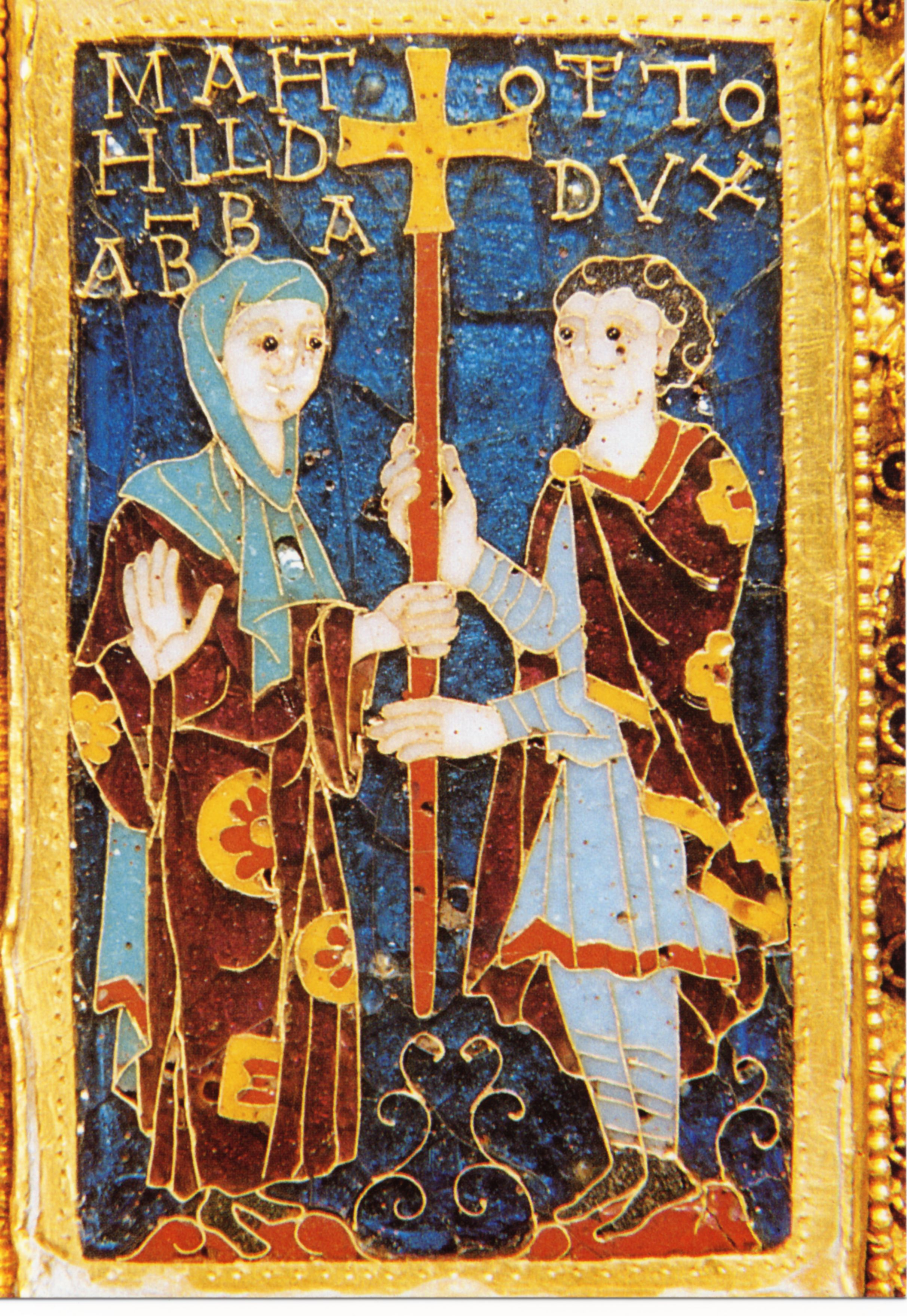
Mathilde mit ihrem Bruder Otto auf der Stifterplatte des Otto-Mathilden-Kreuzes

Mathilde, in älterer Literatur als Mathilde II. geführt, (* 949; † 5. November 1011) war Äbtissin des Stifts Essen. Die Enkeltochter Kaiser Ottos des Großen aus dem Geschlecht der Liudolfinger gilt als die bedeutendste Äbtissin der Essener Geschichte. Die Kunstwerke, die sie dem Essener Domschatz hinzufügte, sind in ihrer Bedeutung einzigartig. In der unzuverlässigen Essener Äbtissinnenliste von 1672 wird sie als die zweite Äbtissin dieses Namens geführt. Mathilde I., deren Existenz bestritten wird, soll von 907 bis 910 Äbtissin gewesen sein.